# Жобринська сільська рада
Жо́бринська сільська́ ра́да — орган місцевого самоврядування в Рівненському районі Рівненської області. Адміністративний центр — село Жобрин.

## Загальні відомості
- Жобринська сільська рада утворена в 1959 році.
- Територія ради: 47,375 км²
- Населення ради: 1 859 осіб (станом на 2001 рік)
- Територією ради протікає річка Путилівка.

## Населені пункти
Сільській раді підпорядковані населені пункти:
- с. Жобрин
- с. Мочулки
- с. Руда-Красна
- с. Углище

## Склад ради
Рада складається з 16 депутатів та голови.
- Голова ради: Білан Олександр Ярославович
- Секретар ради: Новіцька Неля Миколаївна

### Керівний склад попередніх скликань
| Прізвище, ім'я, по батькові | Основні відомості                                                 | Дата обрання | Дата звільнення |
| --------------------------- | ----------------------------------------------------------------- | ------------ | --------------- |
| Білан Олександр Ярославович | Сільський голова, 2019 року народження, безпартійний              | 26.03.2006   | 31.10.2010      |
| Білан Олександр Ярославович | Сільський голова, 1976 року народження, освіта вища, безпартійний | 31.10.2010   |                 |

Примітка: таблиця складена за даними сайту Верховної Ради України